# Bom Dia Rio
Bom Dia Rio é um telejornal brasileiro produzido e exibido pela TV Globo Rio de Janeiro, no horário dedicado pela TV Globo à exibição dos telejornais locais matinais de suas emissoras próprias e afiliadas, denominados de Bom Dia Praça. É exibido diariamente no início da manhã, exceto nos fins de semana. A apresentação é de Flávio Fachel, com a co-apresentação de Silvana Ramiro, além de contar com as participações de André Loffredo no Esporte e Genilson Araújo no Globocop. Hoje, é líder absoluto de audiência e tem o maior share da TV brasileira, entre todos os horários e todos os canais, atingindo picos de 60% das TVs ligadas entre as 6 e as 8 e meia da manhã.

## História

### 1ª fase
O Bom Dia Rio foi transmitido pela primeira vez em 3 de janeiro de 1983, juntamente com o RJTV, com uma proposta similar a do telejornal Bom Dia São Paulo no ar desde 1977: conjugar noticiário local e dinâmico com prestação de serviço, entrevistas em tom descontraído e entradas ao vivo dos repórteres, a partir de diferentes pontos da cidade.
Em 29 de junho de 1984, o Bom Dia Rio deixou de ser exibido. Neste último programa, a apresentadora Zaira Martins abriu o jornal dizendo que o programa estava de luto pela morte de vários jornalistas na explosão de um avião em Barra de São João. Entre os mortos, estavam os profissionais da Rede Globo Luis Eduardo Lobo, Dario Duarte, Jorge Antonio Leandro e Levy Dias da Silva, além das equipes de jornalismo das TVs Educativa, Bandeirantes e Manchete.

### 2ª fase
O Bom Dia Rio retornou cinco anos depois, em 22 de maio de 1989, no mesmo horário e com o mesmo tempo de duração. Seu retorno foi acompanhado pela implantação de telejornais locais matutinos também em Minas Gerais e Pernambuco (respectivamente, o Bom Dia Minas e o Bom Dia Pernambuco).
Apresentado por Leda Nagle e Marcos Hummel, o telejornal tinha meia hora de duração e ia ao ar de segunda a sexta, às 7h30, logo após o Bom Dia Brasil.

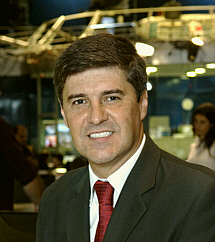
Flávio Fachel, atual apresentador do Bom Dia Rio

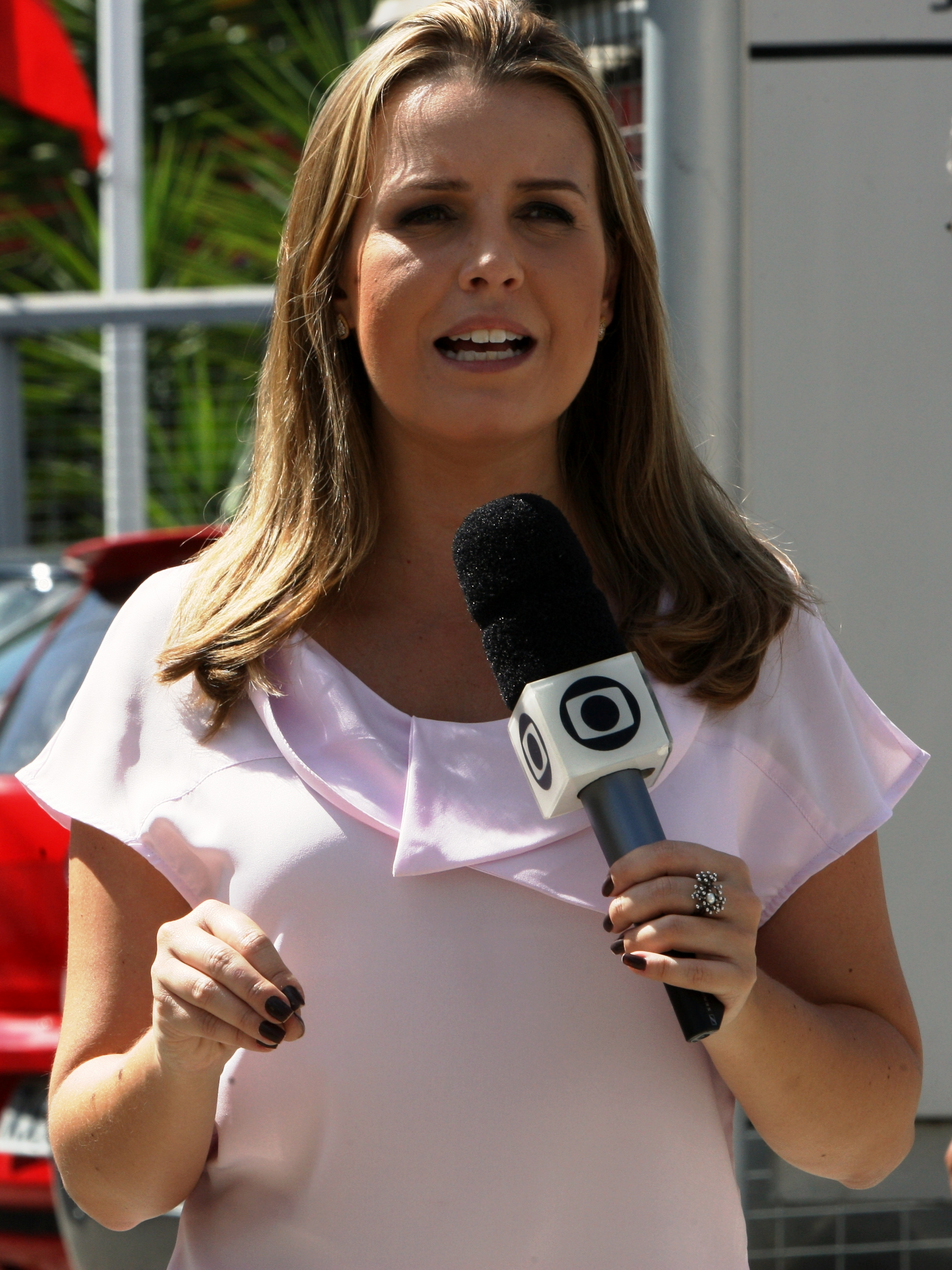
Silvana Ramiro, co-apresentadora do BDRJ e substituta eventual na apresentação.

A jornalista Cláudia Cruz, que vinha da TV Educativa, assumiu a apresentação do Bom Dia Rio em 1989. Bruno Cartier Bresson fazia os comentários políticos e as entrevistas no estúdio eram realizadas por Paulo Lucas Grillo e Mario Vinicius.
Cláudia Cruz apresentou o Bom Dia Rio até 1992, quando foi substituída por Marcos Hummel, que vinha do Jornal Hoje. Marcos ficou na apresentação do jornal até 1994; em 1994, Priscila Brandão assumiu a bancada do Bom Dia no lugar de Marcos Hummel- ficando  até 1996, quando se tornou apresentadora do RJTV, quem a sucedeu foi Renata Capucci; em 1997 foi a vez de Isabela Scalabrini assumir o comando do telejornal. Essa mudança coincidiu com a estreia do novo cenário do Bom Dia Rio. Isabela ficou no comando da atração por 1 ano; em 1998, Márcio Gomes, que apresentava o jornalístico Em Cima da Hora da Globo News, assumiria a bancada do jornal também por 1 ano; em 1999, por um curto período de tempo, Ana Paula Araújo foi a apresentadora do Bom Dia. No final do mesmo ano, Hélter Duarte foi o apresentador do Bom Dia Rio, ficando até meados de 2001. Em 2001, o Bom Dia Praça passou por uma reformulação geral, com novos cenários, novas vinhetas (daquelas que são iguais às do Bom Dia Brasil que fizeram sua estreia em 1999 e que fizeram estreia primeiramente em São Paulo no ano de 2000) e mudanças no quadro de apresentadores. No Bom Dia Rio, quem assumiu foi Sidney Rezende, que ficou até 2005.
O Bom Dia Rio chegou à década de 2000 mantendo o perfil de jornal dinâmico, com entrevistas ao vivo, matérias de serviço e informações quentes da cidade. O assassinato do jornalista Tim Lopes, em junho de 2002, levou à exibição de três séries, nos jornais locais, exaltando a paz, o exercício da cidadania e a justiça. O Bom Dia Rio apresentou "A paz que eu quero", mostrando cidades do interior do estado que conviviam com índices baixos de violência.
No ano de 2004, entre outras novidades, o telejornal ganhou um novo cenário para a previsão do tempo. Em agosto de 2005, Ana Luiza Guimarães foi convidada para ser a apresentadora e editora executiva do telejornal.
Em 4 de abril de 2011, o Bom Dia Rio inaugurou um novo estúdio, chamado de Glass Studio, no último andar do prédio da Rede Globo. O enquadramento natural da câmera permitiu ao telespectador observar a Lagoa Rodrigo de Freitas e o Arquipélago das Cigarras. Com o movimento, o Jardim Botânico, Cristo Redentor, Dois Irmãos, e os bairros de Ipanema e do Leblon, na Zona Sul. O mesmo cenário também é utilizado pelo RJTV.
Em 2013, a apresentadora Ana Luiza Guimarães foi substituída por Flávio Fachel. O jornalista está à frente do noticiário até hoje, se tornado o apresentador que mais tempo ficou à frente do programa em toda a sua existência.
No dia 6 de maio de 2013, juntamente em todas as praças do Brasil, o Bom Dia Rio, depois de 12 anos, desde 2001, mudou o padrão gráfico, uma espécie de padronização nos jornais locais. No ano seguinte, o quadro "Radar RJ" deixa de ser apresentado e as informações de trânsito e do tempo passam a ser dadas no corpo do jornal, sem espaço determinado ou vinheta específica..
No dia 18 de novembro de 2013, todos os programas "Bom Dia" da TV Globo nas diversas praças passam a ser exibidos a partir das 6h15min como estratégia para melhorar a concorrência do Bom Dia São Paulo com a Rede Record.
Com a nova programação jornalística matinal que estreou no dia 1 de dezembro de 2014, o Bom Dia Rio ganhou mais 15 minutos, passando a iniciar às 6h.
Em março de 2015, o jornal estreia um novo pacote sonoro.
Em fevereiro de 2016, o jornal começou a ter o reforço do repórter aéreo Genilson Araújo, vindo da Rádio Globo.
Em 22 de janeiro de 2018, o telejornal ganhou o novo pacote gráfico e sonoro do Bom Dia Praça e Praça TV estreados primeiramente em São Paulo em 8 de maio de 2017. A iluminação do cenário do telejornal também foi alterada seguindo a proposta de seu pacote gráfico, que acompanha as fases do dia.
Em 21 de janeiro de 2019, o jornal passou a ter duas horas de duração, iniciando às 6h e terminando às 8h.
Em março de 2020, visando a preferência pela cobertura local, o jornal novamente foi ampliado, passando a ir até 8h30 com 2 horas e meia de duração.
Atualmente, o telejornal traz um perfil irreverente e popular, com a marca dos comentários de opinião do apresentador Flávio Fachel. O noticiário conta também como apresentadores eventuais a jornalista Silvana Ramiro e o jornalista Paulo Renato Soares. A co-apresentação tem a participação eventual de Ana Paula Santos, de Guilherme Peixoto, de Diego Haidar e de Priscila Chagas.

## O telejornal

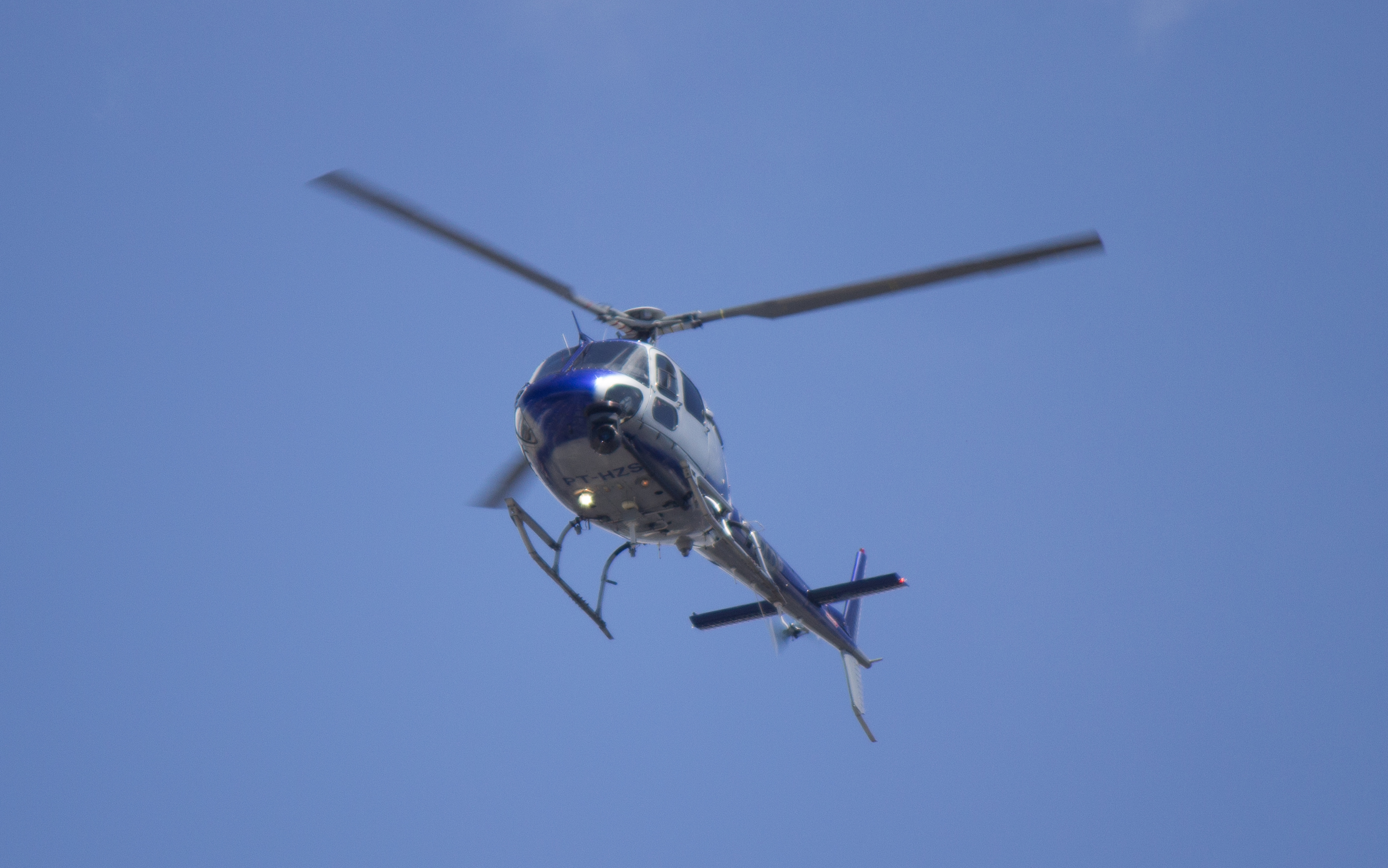
Globocop em atividade nos protestos de 7 de Setembro de 2013

Apresenta as notícias da manhã e da madrugada, além de dar continuidade às principais notícias dos telejornais noturnos. Traz também entrevistas eventuais no estúdio de relevância, campanhas sociais, oportunidades no mercado de trabalho, assim como assuntos relevantes de todo o Estado do Rio de Janeiro. Durante vários momentos da edição, a co-apresentadora Silvana Ramiro traz várias vezes as condições de trânsito na capital fluminense e a previsão do tempo. Um diferencial importante é a forte presença opinativa do apresentador Flávio Fachel que costuma chamar a atenção do telespectador para os assuntos mais importantes relacionados à política, à cidadania e aos direitos do consumidor. Outra característica é a irreverência e o humor dos apresentadores. Além disso, tem a constante presença do Globocop, helicóptero da Rede Globo que monitora diariamente as condições do trânsito da cidade e faz flagrantes importantes que repercutem nas manchetes dos demais telejornais durante o dia. Sempre que necessário, conta também com a participação do jornalista André Loffredo nos comentários sobre futebol. O último bloco até 2019 era destinado às notícias locais em cada praça retransmissora. A TV Rio Sul até 2016 posuía um bloco local que foi extinto e desde então exibe integralmente o Bom Dia Rio gerado da capital fluminense. Em 1 de fevereiro de 2019, a InterTV também a extinguiu o bloco local do Bom Dia Rio e exibiu integralmente o telejornal gerado da capital fluminense de 4 de fevereiro do ano citado até o segundo semestre de 2024 quando retomou a produção desse bloco.
Durante todo o jornal, o telespectador pode também participar enviando vídeos, fotos e sugestões tanto pelo WhatsApp como pelas redes sociais.
Nos últimos 10 anos, o Bom Dia RJ se consolidou no estado do RJ como líder de audiência isolado no horário, sendo também o programa de televisão com o maior share de audiência de todo o Brasil, entre todos os horários e emissoras, atingindo picos de 60% entre todas as TV ligadas no horário.